# Der Berg der Versuchung
Der Berg der Versuchung (Originaltitel: The Mountain) ist ein US-amerikanischer Abenteuerfilm aus dem Jahr 1956. Das Drehbuch basiert auf dem Roman Der Berg der Versuchung (La neige en deuil) von Henri Troyat.

## Handlung
Zacharias Teller lebt in der Nähe von Chamonix in den französischen Alpen am Fuße des Mont Blanc. Der alte Bergführer hat sich nach einem Unglück aus seinem Beruf zurückgezogen. Seitdem lebt er zusammen mit seinem wesentlich jüngeren Bruder Chris im Haus seines Vaters von etwas Viehwirtschaft. Chris hadert mit seinen schlechten beruflichen Aussichten und hält, ganz im Gegensatz zu Zacharias, nicht allzu viel von Moral. Eines Nachts im Herbst verunglückt ein indisches Verkehrsflugzeug am Berg. Der Rettungstrupp muss wegen des heranziehenden Winters auf halbem Wege umkehren. Zacharias’ bester Freund kommt dabei ums Leben.
Chris will dennoch heimlich aufsteigen, um das Wrack auszuplündern. Zacharias, der Chris nicht davon abbringen kann, begleitet ihn. Er weiß, dass Chris nicht die nötige Erfahrung hat und in sein Verderben läuft, wenn er ihn allein gehen lässt. Als sie nach einem beschwerlichen Aufstieg am Wrack des Flugzeugs ankommen, stürzt Chris sich auf die Leichen, um sie nach Wertgegenständen zu durchsuchen. Zacharias findet ein junges indisches Mädchen, das als einzige von den Insassen noch am Leben ist. Zacharias verpflegt das Mädchen und bereitet es für den Transport vor. Sein Bruder dagegen fürchtet nicht nur die zusätzliche Last, sondern auch, dass durch die junge Frau ihre Plünderung bekannt würde. Einmal versucht er sogar, sie zu töten, was Zacharias aber verhindern kann.
Beim Abstieg verunglückt Chris an einer Eisbrücke über eine Schlucht tödlich, und mit ihm stürzt seine Beute in die Schlucht. Zacharias trägt das Mädchen allein zu Tal. Als er im Dorf ankommt, stellt man ihm Fragen. Der gutmütige Zacharias will die Ehre seines Bruders wahren und ihn nicht belasten. Er behauptet, die Idee mit der Plünderung sei von ihm und sein Bruder habe das Mädchen gerettet. Da jedoch jeder im Dorf den wahren Charakter von Zacharias und den seines Bruders kennt, glaubt ihm niemand.

## Hintergrund
Der Film wurde im Vistavision-Format und in Technicolor gedreht. Die Außenaufnahmen fanden am Originalschauplatz bei Chamonix statt.

## Kritiken
- „Melodramatisch, mit reichlich Action.“ (Wertung: 2 von 4 möglichen Sternen = durchschnittlich) – Adolf Heinzlmeier und Berndt Schulz, Lexikon „Filme im Fernsehen“[1]

- film-dienst: Effektvolles Bergdrama, nicht immer überzeugend, dank der schauspielerischen Leistung von Spencer Tracy jedoch ansehnlich.[2]

## Sonstiges
Am 24. Januar 1966 zerschellte bei Air-India-Flug 101 erneut eine Maschine der Air India – diesmal eine Boeing 707-437 mit dem Flugzeug-Namen „Kanchenjunga“ – am Mont-Blanc, etwa 60 Meter unterhalb des Gipfels. Alle 106 Passagiere und 11 Besatzungsmitglieder kamen dabei ums Leben und konnten nicht geborgen werden. Es handelte sich zum Unfallzeitpunkt um den der Zahl der Todesopfer nach zweitschwersten Flugunfall auf französischem Boden.
Auch Jahrzehnte nach den beiden Flugunfällen werden im Bereich des an der Nordflanke des Mont-Blanc herabfließenden Gletschers Glacier des Bossons immer noch Funde gemacht, die von diesen Unglücken stammen:
- Im Jahr 1986 fand Christian Mollier, der damalige Betreiber des „Chalet du Glacier“, einer bewirtschafteten Berghütte am Fuß des Gletschers auf 1.425 m Höhe, vor dem Chalet auf dem Gletscher ein Rad des Fahrwerks der „Malabar Princess“. Das gefundene Rad war vom Gletscher 36 Jahre lang talwärts getragen worden. Es ist jetzt im „Chalet du Glacier“ ausgestellt.[5]
- Am 8. September 2012 wurde ein Postsack mit Diplomatenpost des indischen Außenministeriums geborgen und an die indische Botschaft in Paris weitergegeben, der dem Air-India-Flug 101 von 1966 zugeordnet werden konnte und somit über 46 Jahre nach dem Unglück wieder auftauchte.[6]
- Im September 2013 fand ein französischer Bergsteiger auf dem Gletscher einen kleinen Metallbehälter mit der Gravur Made in India. Dieser enthielt Saphire, Rubine und Smaragde im Wert von mehreren 100.000 €, die vermutlich einem der Passagiere des Air-India-Flug 101 gehört hatten und für einen Empfänger in London bestimmt gewesen waren.[7][8]